# Ädelbrännvin

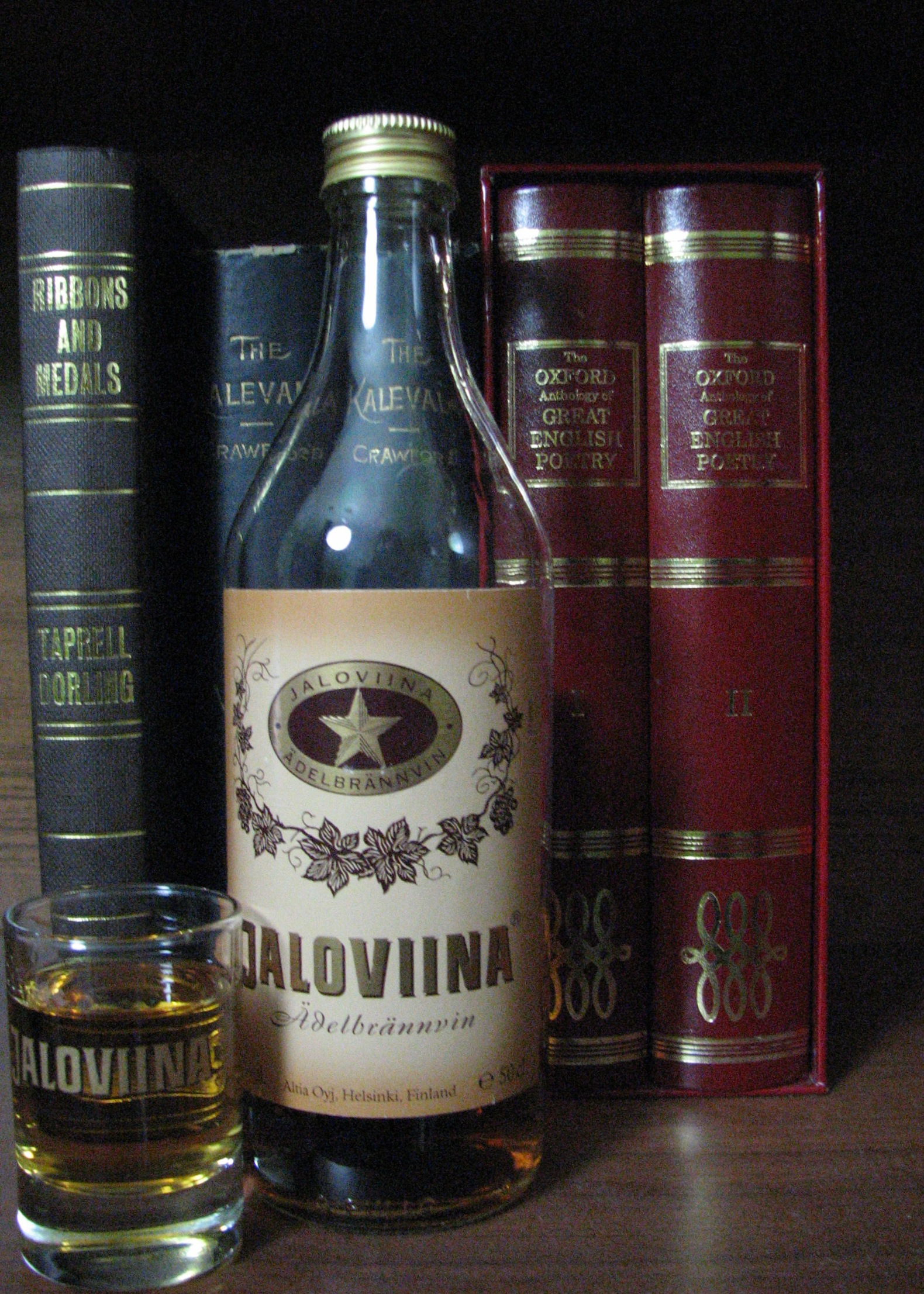
En flaska Jallu

Ädelbrännvin (finska: Jaloviina, vardagligen Jallu) är en finsk spritdryck delvis tillverkad av säd utspädd med importerad trestjärnig cognac, även klassad som "skuren Konjak" (eng. cut brandy). Vid tillverkningen tillsätts något socker för att mjuka upp smaken och ge en djupare färg. Produktion av Jallu startade 1932, genast efter förbudstidens upphörande, och fanns till en början både som enstjärnig och som trestjärnig. Stjärnorna stod i proportion till andelen äkta cognac. Det säljs omkring en halv miljon flaskor per år. Jaloviina och Jallu är registrerade varumärken för Altia Abp. 
En populär drink av Jallu är Kullager; på ögonmått ungefär 50-50 Jallu och Punsch.